# Nogales (Sonora)

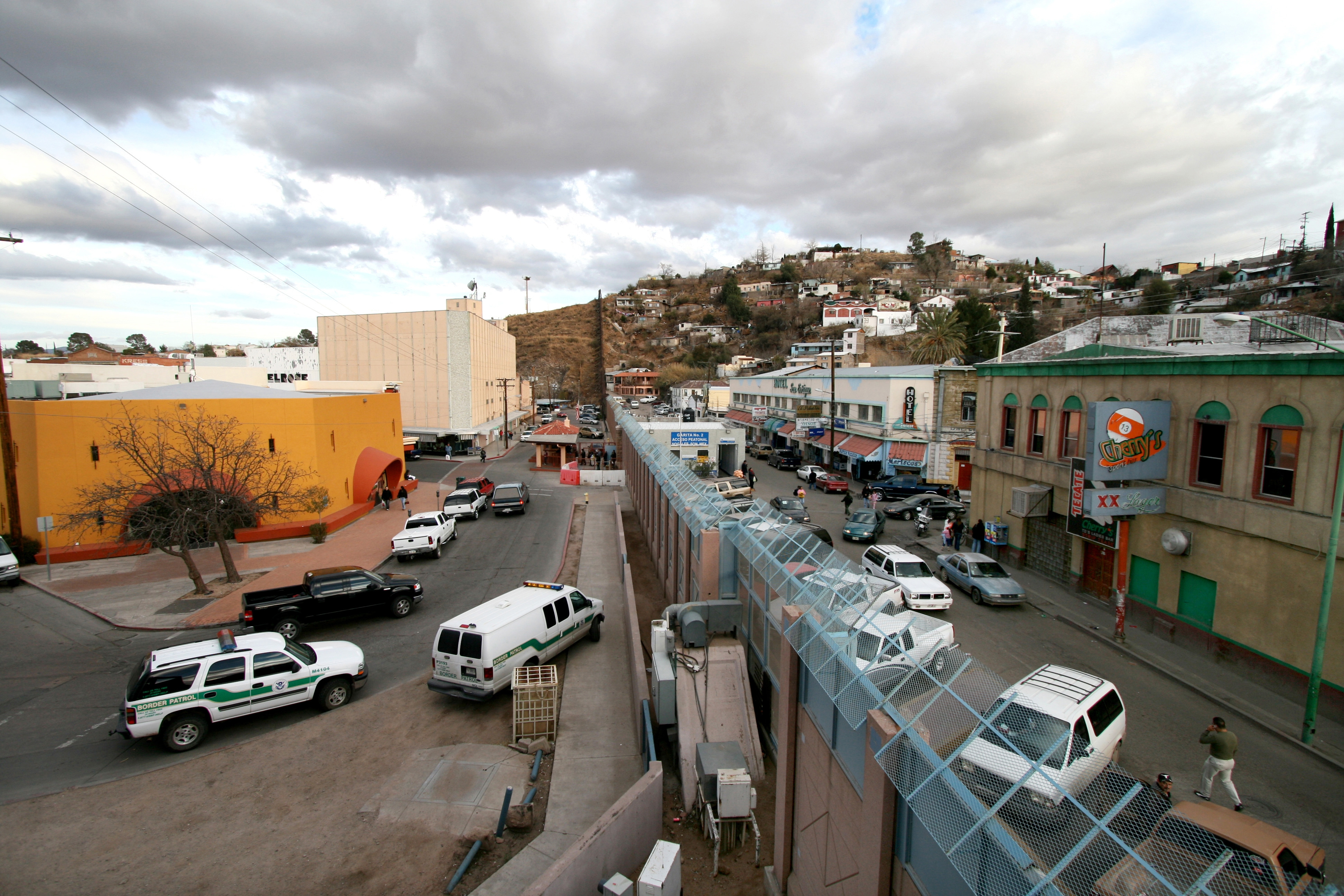
Mur pomiędzy amerykańskim stanem Arizona a Sonorą w mieście Nogales

Nogales – miasto i siedziba gminy w północno-zachodnim Meksyku, w stanie Sonora, przy granicy z USA. Wyróżnia się bardzo szybkim wzrostem liczby mieszkańców. Od 1990 liczba ta uległa podwojeniu i w roku 2005 według oficjalnych danych wynosiła około 190 tys., choć według niektórych źródeł faktyczna liczba wynosi ponad 260 tys. Jest to miejscowość nastawiona na świadczenie usług przybyszom zza północnej granicy przez co jest bardzo rozwinięta sieć restauracji, rękodzieła artystycznego czy też usług dentystycznych.